# 颱風伊莎
颱風伊莎是1997年太平洋颱風季期間發生的11場超級颱風中的第一場。本季第二場熱帶氣旋，伊莎在4月12日從加罗林群岛附近的季風槽的擾動內形成。它起初飄忽不定地移動，在達到熱帶風暴標準後，受風暴以北的副熱帶高壓脊影響轉向西移動。伊莎逐漸增強，而在4月20日，據聯合颱風警報中心指出，颱風達到最高1分鐘風速每小時270公里；日本氣象廳報告指出其最高10分鐘風速為每小時155公里。在轉向北移動後，它加速到向東北移動，並在4月24日與較大的溫帶氣旋合併。
在風暴早期，伊莎在波纳佩岛導致輕微的降雨和中等程度的風速。後來，來自颱風的一道停滯的雨帶在關島降下大量降水，時値關島的旱季。關島国家气象局負責區域的損失總額達100萬（1997年美元，相當於2025年的190萬美元），大部分來自農作物的損失。沒有死亡的報告。

## 氣象歷史
4月初，一道季風槽在赤道附近的密克羅尼西亞生建成。4月9日，在加罗林群岛的槽內發展出的一片對流區域，並且擁有類似季風低壓的特徵。此後不久，系統內部形成一個規模大但強度弱的低層環流。系統緩慢地組織起來，同時不規則地漂移了數天；該系統經歷了數個發展和失去對流的循環。4月11日，該系統持續地保持了一片組織良好的深層對流，之後其上層流出量增加，聯合颱風警報中心在4月11日下午6時將該系統歸類為第二號熱帶低氣壓。來自季風西風帶的強烈影響使低氣壓原地漂移，並慢慢地向西北方走了一圈。基於足夠的衛星歸類，聯合颱風警報中心在4月12日早上將距離波纳佩岛105公里的低氣壓升級為熱帶風暴伊莎。同時日本氣象廳將該系統歸類為熱帶低氣壓，並在4月13日早上將其升級為熱帶風暴。
受北面的副熱帶高壓脊影響，伊莎向北移動，並逐漸向西轉向。由於它是一個規模大的熱帶氣旋，因此其增強速度較慢，4月13日晚上，聯合颱風警報中心將風暴升級至颱風標準；同時，日本氣象廳繼續評估伊莎為熱帶風暴的最低標準，直到4月16日才升級為颱風。伊莎保持著近乎正西的移動方向，但熱帶氣旋預報模型預計風暴很快使將轉向北移動。聯合颱風警報中心察覺到模型預計轉向北移動的偏差，認為其低估副熱帶高壓脊的力量。4月16日，颱風達到相當於萨菲尔-辛普森飓风等级中的三級熱帶氣旋標準，儘管對關島有潛在的威脅，但颱風仍然在該島以南約260公里處掠過。它逐漸轉向北移動，聯合颱風警報中心在4月20日將伊莎歸類為超級颱風，並達到每小時270公里的1分鐘最高風速。此時，伊莎成為一個環形颱風，有大風眼和缺乏螺旋形的雨帶，在向正北移動的時候，經過副熱帶高壓脊的弱點。同時，日本氣象廳評估颱風達到每小時155公里的10分鐘最高風速。
在達到最高強度後不久，伊莎開始減弱，並在4月21日降至低於“超級颱風”標準。它在中緯度流動下加速向東北移動，颱風減弱得更快；日本氣象廳在4月22日將伊莎降級為熱帶風暴，由於上層風切變增加，聯合颱風警報中心在第二天跟隨。4月23日上午6時，聯合颱風警報中心發布了對該系統的最後公告，第二天，日本氣象廳認為伊莎已經消散，因為伊莎被日本以東的大型溫帶氣旋雲帶吸收。

## 影響

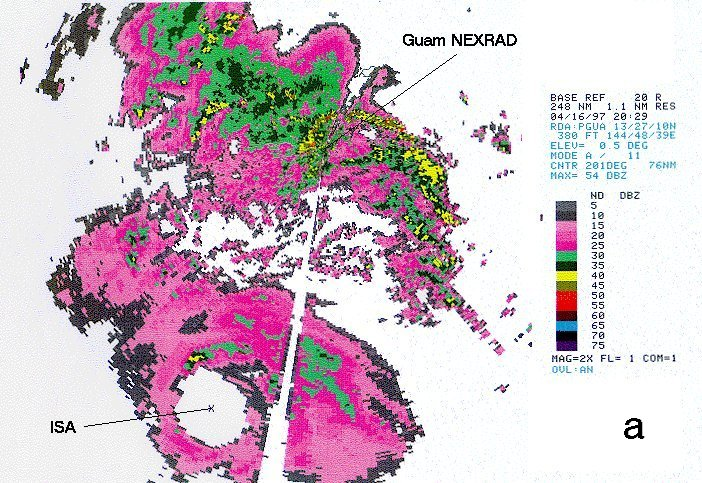
從關島NEXRAD可見颱風伊莎

伊莎首先在4月12日以熱帶風暴標準影響波纳佩岛。當經過該島嶼附近時，風暴在整個島嶼產生了中等程度的風速，最高達到每小時95公里。強風吹倒了數棵樹和樹枝，破壞了島上40％的電線。有報告指一些建築物的屋頂損毀。波納佩島約有15％的農作物受損，包括對香蕉和麵包糠農作物的損失。颱風過後，由於受到颱風伊莎的傷害和隨後的洪災，密克罗尼西亚联邦总统雅各布·奈納宣佈波納佩島是主要災區；4月20日，大雨導致島內廣泛的泥石流和19人死亡，但這些大雨與伊莎無關。
在關島，受颱風伊莎的威脅，一架從關島飛往夏威夷州檀香山的航班延誤48小時。這班航機是太平洋海域行動的最後一次，這是一個耗資數百萬美元的人道主義行動，將6600多名受政治庇護的库尔德人運送到美國大陸。颱風的威脅也使奧米加巡迴賽高爾夫賽事的第一輪取消，這是該島歷史上第二次職業高爾夫球賽。雖然颱風伊莎在關島以南較遠處經過，其外面的雨帶之一在島上停留，在島上降下了15-25厘米的強降水。降雨在旱季發生，並大大有助於關島國際機場的降雨量比1-4月份的正常水平高45％。雨帶還在該島的海軍航空站產生達到每小時86公里的陣風；強風導致整個島上有零星停電。颱風對建築物造成輕微的損毀，特別是在該島的南部。強風和海鹽的結合對島上的番茄、秋葵、黃瓜和大豆農作物造成破壞。
颱風伊莎後來在羅塔島上降下輕微的降雨。在風暴路徑上，風暴的損失總計超過100萬（1997年美元，相當於2025年的190萬美元）。並沒有傷亡的報告。

## 外部連結
- 數字颱風有關颱風伊莎（9701）的日本氣象廳基本資料 （页面存档备份，存于） （英文）
- 有關颱風伊莎（9701）的日本氣象廳的最佳路徑數據（圖表） （页面存档备份，存于） （英文）
- 日本氣象廳的最佳路徑數據（文字） （页面存档备份，存于） （英文）
- 有關超級颱風伊莎（02W）的聯合颱風警報中心的最佳路徑數據 （页面存档备份，存于） （英文）